# 三井洋行青岛分行
36°04′30.5″N 120°18′51.8″E / 36.075139°N 120.314389°E
三井洋行青岛分行，或称三井物产株式会社青岛支店，旧址位于中国山东省青岛市市北区堂邑路11号，建于1918年以前。现为山东省文物保护单位青岛馆陶路近代建筑的一部分。

## 历史
三井物产株式会社青岛出张所设立于1905年后，最初位于天津路。1914年日军占领青岛后，该公司逐渐成为垄断企业，业务涉及进出口贸易、保险、船航代理等，并在辽宁路建有三井油坊（青岛长生集团前身之一）。该公司在堂邑路的办公楼建于1918年以前。
1945年日本投降后，此处改为行政院善后救济总署鲁青分署办公楼，署长延国符，1948年4月解散。该建筑1949年后曾先后为青岛市工艺美术研究所、青岛市五金工业公司、青岛建设集团（青建集团）办公楼。2000年，该建筑列入第一批青岛市历史优秀建筑名单。2006年12月7日，该建筑成为山东省文物保护单位青岛馆陶路近代建筑的一部分。

## 建筑特色
三井洋行旧址占地面积1466.47平方米，建筑面积2980平方米。地上2层，地下1层。主立面朝西临街，中轴对称布局，两侧外凸。花岗岩方石砌基，水刷石墙面，两侧分别以三根方形爱奥尼壁柱装饰，中段为四根半圆形爱奥尼壁柱，自墙基直达檐下。主入口位于中央，为券门，其上方出挑台。屋顶为红瓦蒙莎屋顶，开老虎窗。

## 图集
- 初建时的三井洋行办公楼
- 第一次日占时期的堂邑路市场一路路口，左侧为横滨正金银行青岛分行
- 三井洋行旧址后侧，市场一路旅顺路路口